# Лукеш, Франтишек
Франтишек Лукеш (чеш. František Lukeš; род. 25 сентября 1982, Кадань) — чешский хоккеист, нападающий. Чемпион Чехии 2015 года в составе ХК «Литвинов».

## Карьера
Франтишек Лукеш начал свою карьеру в 1997 году, играя за юниорскую команду «Литвинова». В 2000 году он отправился в Северную Америку, но пробиться в НХЛ у него так и не получилось. После трёх лет в хоккейной лиге Онтарио он в основном играл в АХЛ. В 2006 году он вернулся в Чехию, в родной клуб «Литвинов», за который выступает в настоящее время.
В 2015 году он помог «Литвинову» в первый раз в своей истории стать чемпионами чешской Экстралиги, став автором золотого гола на 53-й минуте решающей 7-й игры финальной серии с «Тршинцем».
С 2007 по 2010 год играл за сборную Чехии на этапах Еврохоккейтура. Всего провёл за сборную 17 игр, набрал 7 очков (3 шайбы и 4 передачи).

## Достижения
- Чемпион Экстралиги 2015

## Статистика
Обновлено на конец сезона 2020/2021
- Чешская экстралига — 829 игр, 635 очков (262 шайбы + 373 передачи)
- Сборная Чехии — 17 игр, 7 очков (3+4)
- Лига чемпионов — 8 игр, 6 очков (3+3)
- АХЛ — 101 игра, 36 очков (9+27)
- Лига восточного побережья — 62 игры, 41 очко (18+23)
- Канадская хоккейная лига — 55 игр, 47 очков (10+37)
- Хоккейная лига Онтарио — 238 игр, 247 очков (96+151)
- Всего за карьеру — 1310 игр, 1019 очков (401 шайба + 618 передач)